# Metaborborus ruwenzoriensis
Metaborborus ruwenzoriensis är en tvåvingeart som beskrevs av Allen L.Norrbom och Kim 1985. Metaborborus ruwenzoriensis ingår i släktet Metaborborus och familjen hoppflugor. Inga underarter finns listade i Catalogue of Life.